# Кромвелл (Оклахома)
Кромвелл (англ. Cromwell) — місто (англ. town) в США, в окрузі Семінол штату Оклахома. Населення — 238 осіб (2020).

## Географія
Кромвелл розташований за координатами 35°22′57″ пн. ш. 96°27′36″ зх. д. / 35.38250° пн. ш. 96.46000° зх. д. (35.382511, -96.459919).  За даними Бюро перепису населення США в 2010 році місто мало площу 2,82 км², з яких 2,81 км² — суходіл та 0,00 км² — водойми.

## Демографія
Згідно з переписом 2010 року, у місті мешкало 286 осіб у 108 домогосподарствах у складі 77 родин. Густота населення становила 102 особи/км².  Було 127 помешкань (45/км²).
Расовий склад населення:
| - 67,8 % — білих - 23,8 % — корінних американців - 2,1 % — чорних або афроамериканців - 0,7 % — азіатів |

До двох чи більше рас належало 5,6 %. Частка іспаномовних становила 0,7 % від усіх жителів.
За віковим діапазоном населення розподілялося таким чином: 27,6 % — особи молодші 18 років, 56,0 % — особи у віці 18—64 років, 16,4 % — особи у віці 65 років та старші. Медіана віку мешканця становила 38,3 року. На 100 осіб жіночої статі у місті припадало 101,4 чоловіків;  на 100 жінок у віці від 18 років та старших — 89,9 чоловіків також старших 18 років.
Середній дохід на одне домашнє господарство  становив 49 250 доларів США (медіана — 33 333), а середній дохід на одну сім'ю — 55 637 доларів (медіана — 40 000). За межею бідності перебувало 17,3 % осіб, у тому числі 27,0 % дітей у віці до 18 років та 7,8 % осіб у віці 65 років та старших.
Цивільне працевлаштоване населення становило 99 осіб. Основні галузі зайнятості: освіта, охорона здоров'я та соціальна допомога — 34,3 %, роздрібна торгівля — 15,2 %, публічна адміністрація — 8,1 %, будівництво — 8,1 %.